# Triphaenopsis putealis
Triphaenopsis putealis är en fjärilsart som beskrevs av Matsumura 1926. Triphaenopsis putealis ingår i släktet Triphaenopsis och familjen nattflyn. Inga underarter finns listade i Catalogue of Life.